# Amel Brahim-Djelloul
Pour les articles homonymes, voir Djelloul.
Amel Brahim-Djelloul est une chanteuse lyrique née à Alger en 1975. C'est une chanteuse d'opéra soprano algérienne.

## Biographie
Amel Brahim-Djelloul a commencé son apprentissage musical par l’étude du violon. Elle commence le chant à Alger, sa ville natale, dans la classe d’Abdelhamid Belferouni. Elle est ensuite professeur de musique dans un lycée d'Alger. C'est Noëlle Barker qui lui conseille d'aller à Paris pour parfaire son apprentissage. Elle poursuit ainsi sa formation à l'École nationale de musique de Montreuil auprès de Frantz Petri, puis, en tant que boursière, au Conservatoire national supérieur de musique et de danse de Paris auprès de Peggy Bouveret et de Malcolm Walker. Elle sort diplômée du Conservatoire en juin 2003.
En juin 2001 on peut l'entendre interpréter des mélodies de salon composées par Francisco Salvador-Daniel (1831-1871), compositeur d'origine espagnole, né à Bourges et fusillé lors de la Semaine sanglante sur les barricades parisiennes par les Versaillais. Ce concert fut une belle collaboration entre France Culture et la Radio algérienne où l'on entend l'orchestre Nacer-Eddine Baghdadi de l'école El Djazairia-El Mossilia dirigée par Nacer-Eddine Ben Marabet.
Unanimement reconnue comme l’une des personnalités musicales les plus talentueuses de sa génération, Amel Brahim-Djelloul est particulièrement appréciée pour la qualité de sa voix et la couleur riche et ensoleillée de son timbre. Elle a déjà abordé plusieurs rôles majeurs tels que Susanna dans Le Nozze di Figaro à l'Opéra d'Angers-Nantes puis à l'Opéra de Lausanne et au Capitole de Toulouse, Despina dans Così fan tutte à l'Opéra de Nice, Servilia dans La clemenza di Tito à l'Opéra national de Paris et au Festival d'Aix en Provence, Pamina dans die Zauberflöte à l'Opéra d'Avignon et l'Opéra de Massy, Adina dans L'elisir d'amore à l'Opéra d'Avignon, Nanetta dans Falstaff au Théâtre des Champs-Élysées, Mélisande dans Pelléas et Mélisande à Besançon, Gabrielle dans La Vie Parisienne à Angers-Nantes Opéra, Jacqueline dans Fortunio de Messager à l'Opéra de Limoges ou le rôle-titre de Véronique de Messager au Théâtre du Châtelet à Paris.
Elle chante également dans différentes productions de L'Incoronazione di Poppea les rôles de Drusilla, Amore et Valletto (Opéra national de Paris, Théâtre des Champs-Élysées, Staatsoper de Berlin, Théâtre de la Monnaie à Bruxelles, Grand Théâtre de Genève, Opéras de Lille et Dijon). Elle a également interprété à l'Opéra national de Paris : Ninette dans L'Amour des Trois Oranges, Suor Genovieffa dans Suor Angelica, La Princesse dans L'Enfant et les Sortilèges et Clémence dans Mireille de Gounod. Dans ce dernier Opéra, elle interprète le rôle d'Anreloun aux Chorégies d'Orange.
Elle fait ses débuts sur scène en 2002 en Pamina dans La Flûte enchantée de Mozart à l'Opéra de Massy avec l'Orchestre National d'Ile-de-France dirigée par Alain Altinoglu et mise en scène par Lukas Hemleb. René Jacobs la remarque et l'invite aux Innsbrucker Festwochen der Alten Musik pour une nouvelle production du Giulio Cesare de Sartorio dirigée par Attilio Cremonesi. Il lui confie par la suite les rôles de Valletto et Amore dans le Couronnement de Poppée dans une nouvelle production du Couronnement de Poppée que René Jacobs dirige au Théâtre des Champs-Élysées, puis au Deutsche Staatsoper de Berlin et à la Monnaie de Bruxelles mis en scène par David Mc Vicar. Elle fait ses débuts au Festival International d'Art Lyrique d'Aix-en-Provence en juillet 2005 dans La Clemenza di Tito (Servilia), rôle qu'elle retrouve dans ce même Festival en 2011. On a aussi pu l’entendre dans la nouvelle production de Pelléas et Mélisande dirigée par Bernard Haitink au Théâtre des Champs-Élysées et au Concertgebouw d'Amsterdam.
Elle est également invitée par des orchestres tels que l'Orchestre Pasdeloup, l'Orchestre National de France, l'Orchestre National d'Ile-de-France, the National Symphony Orchestra de Washington, l'Orchestre Philharmonique de Strasbourg, l'Orchestre Symphonique National Algérien ou l'Orchestre Philharmonique du Maroc et ensembles comme Les Arts Florissants, Le Poème Harmonique, 2E2M ou les Talens Lyriques.
De plus, elle participe à des évènements destinés à faire découvrir la musique classique au grand public tel que le festival un violon sur le sable organisé chaque été sur les plages de Royan devant 40 000 spectateurs par concert. Lors de celui de 2007, elle a chanté la 5e Bachiana brasileira de Villa Lobos.
Amel Brahim-Djelloul se produit régulièrement en récital dans des lieux comme l'Opéra de Lille, l'Opéra de Limoges, le Festival de Saint-Denis, le KKL Luzern ou l'Auditorium du Musée d'Orsay.
Fière de ses origines, soucieuse de les défendre, elle a souhaité élaborer le programme de son premier disque édité par Ame Son en 2007 sur le thème des Mille et Une nuits, qui lui est cher. Son disque suivant, paru en 2008, s'intitule Amel chante la Méditerranée - Souvenirs d'Al-Andalus et a été élaboré avec son frère, Rachid, et l'ensemble Amedyez qu'il dirige. Ce disque propose un voyage en Méditerranée entre les différents styles de musiques du Maghreb et du Levant issues de l'âge d'or de la musique d'Andalousie (Al-Andalus) après que les juifs et les Berbéro-musulmans en ont été chassés à partir du XIIe siècle. En 2014 à L'Atelier Lyrique de Tourcoing, elle interprète le role de Jonathas dans David et Jonathas de Marc-Antoine Charpentier avec la Grande Écurie et La Chambre du Roy sous la direction de Dominique Visse. Avec Nicolas Jouve, elle enregistre en 2015 chez Eloquentia le disque Populaires, qui célèbre l'alliance de la tradition populaire et de compositeurs comme Brahms, Ravel, Canteloube, Collet, Respighi, Guridi ou Hahn. Enfin, elle publie en 2022 Les chemins qui montent, un album conscaré à la chanson kabyle rendant hommage à Djamel Allam, Idir, Taos Amrouche et DjurDjura tout en proposant des créations originales mises en musique par Thomas Keck et des textes de Rezki Rabia.

## Rôles
Liste des rôles déjà interprétés sur scène :
- Adina (L'elisir d'amore de Donizetti)
- Mélisande / Yniold (Pelléas et Mélisande de Debussy)
- Antigone (Œdipe de Enesco)
- Clémence et Andreloun (Mireille (opéra) de Gounod)
- Jacqueline (Fortunio de Messager)
- Véronique (Véronique (opérette) de Messager)
- Drusilla / Valletto / Amore (L'incoronazione di Poppea de Monteverdi)
- Despina (Così fan tutte de Mozart)
- Pamina (Die Zauberflöte de Mozart)
- Servilia (La Clemenza di Tito de Mozart)
- Susanna / Barbarina (Les Noces de Figaro de Mozart)
- Gabrielle (La Vie Parisienne d'Offenbach)
- Ninette (L'Amour des Trois Oranges de Prokoviev)
- Suor Genovieffa (Suor Angelica de Puccini)
- Dido (Didon et Énée de Purcell)
- Divers (The Fairy Queen de Purcell)
- La Princesse (L'Enfant et les Sortilèges de Ravel)
- Sesto (Giulio Cesare in Egitto de Sartorio)
- Nanetta (Falstaff de Verdi)

## Discographie
- 2022 : Les chemins qui montent (Klarthe) - Amel Brahim-Djelloul (soprano) / Thomas Keck (arrangements, compositions et guitare) / Rezki Rabia (textes et traductions kabyles) / Rachid Brahim-Djelloul (violon et alto) / Stéphanie-Marie Degand (violon) / Lise Berthaud (alto) / Raphaël Merlin (violoncelle) / Damien Varaillon (contrebasse) / François Joubert-Caillet (viole de gambe) / Noureddine Aliane (oud et mandole) / Vincent Beer-Demander (mandoline) / Stéphane-France Léger (harpe) / Adrien Espinouze (ney) / Vincent Penot (clarinette), Dahmane Khalfa (derbouka, daf, bendir, tar)
- 2022 : Croisette: Opérettes des Années Folles (Warner Classics) - Benjamin Levy, Amel Brahim-Djelloul, Patricia Petibon, Marion Tassou, Pauline Sabatier, Rémy Mathieu, Philippe Talbot, Guillaume Andrieux, Laurent Naouri - Orchestre national de Cannes
- 2015 : Populaires (Eloquentia) - Amel Brahim-Djelloul (soprano) / Nicolas Jouve (piano) - Récompenses : 4 étoiles Classica - 5 clés de sol d'Opéra Magazine
- 2015 : Zaïs de Rameau (Aparté) - les Talens Lyriques (Christophe Rousset) / Chœur de Chambre de Namur / Julian Prégardien, Sandrine Piau, Aimery Lefèvre, Benoît Arnould, Amel Brahim-Djelloul, Hasnaa Bennani, Zachazy Wilder.
- 2014 : Te Deum de Lully et Charpentier (Alpha) - Le Poème Harmonique (Vincent Dumestre) / Amel Brahim Djelloul, Aurore Bucher, Reinoud Van Mechelen, Jeffrey Thompson et Benoît Arnould.
- 2013 : Les surprises de l'Amour (Glossa) / Les Nouveaux Caractères (Sebastien D'Herin) / Amel Brahim Djelloul, Caroline Mutel, Davy Cornillot, Magali Perol-Dumora, Pierre-Yves Pruvot, Jean-Sebastiene Bou, Virginie Pochon, Karine Deshayes, Anders J. Dahlin
- 2008 : Amel chante la Méditerranée - Souvenirs d'Al-Andalous (Ame Son)- Amel Brahim-Djelloul (soprano) / Rachid Brahim-Djelloul (Violon, Chant et direction)/ Ensemble Amedyez : Rachid Brahim-Djelloul (violon, chant et direction), Noureddine Aliane (Ud), Dahmane Khalfa (Derbouka et Percussions), Sofia Djemai (Mandoline) et Mohammed Maakni (Guitare).
- 2007 : Les mille et une nuits (Ame Son) - Amel Brahim-Djelloul (soprano) / Anne Le Bozec (piano) - Récompenses : 4f Télérama - 4 étoiles Le Monde de la musique - 5 Diapasons - 5 clés de sol d'Opéra Magazine
- 2006 : Le Jardin des Voix (Virgin Classics) - Les Arts Florissants / William Christie
- 2006 : Giulio Cesare in Egitto (ORF Alte Musik) - Opéra en 4 actes d'Antonio Sartorio (1630-1680) - Amel Brahim-Djelloul (Sesto)
- 2005 : Les Grands Motets de Charpentier (K617) - Direction : Olivier Schneebeli / Amel Brahim-Djelloul, Robert Getchell, Jean-François Lombard, Jean-François Novelli, Stephan van Dick, Maarten Koningsberger, Edwin Crossley-Mercer, Ens. voc. Les Pages et Chantres du Centre de Musique Baroque de Versailles, Ens. inst. Musica Florea-Orchestre Baroque de Prague.
- 2004 : Les Grands Motets de Lully (K617) - Direction : Olivier Schneebeli / Amel Brahim-Djelloul (soprano), Damien Guillon (alto), Howard Crook (ténor), Hervé Lamy (ténor), Arnaud Marzorati (basse), Ens. voc. Les Pages et Chantres du Centre de musique baroque de Versailles, Ens. inst. Musica Florea-Orchestre Baroque de Prague.

## Nominations
- Victoires de la musique classique 2007